# Oceanische kampioenschappen wielrennen 2024 – Individuele tijdrit mannen elite
De individuele tijdrit voor mannen elite op de Oceanische kampioenschappen wielrennen 2024 werd gehouden op 13 april van dat jaar. De deelnemers moesten een parcours van 20,2 kilometer in en rond Mount Walker afleggen. De Nieuw-Zeelander Aaron Gate volgde Tom Sexton op als winnaar.
Veertien Australiërs stonden op de startlijst, evenals een Nieuw-Zeelander, een Nieuw-Caledoniër en twee renners uit Frans-Polynesië. De Frans-Polynesiër Nuumoe Lintz startte uiteindelijk niet.

## Uitslag
| Plaats | Naam                       | Tijd    |
| ------ | -------------------------- | ------- |
| Goud   | Aaron Gate                 | 24'23"  |
| Zilver | Oliver Stenning            | + 41"   |
| Brons  | Benjamin Dyball            | + 1'34" |
| 4      | Alastair Christie-Jonhston | + 1'37" |
| 5      | Drew Morey                 | + 1'39" |
| 6      | Ryan Cavanagh              | + 1'54" |
| 7      | Bentley Niquet-Olden       | + 1'56" |
| 8      | Tali Lane Welsh            | + 1'58" |
| 9      | Hayden Jarvis              | + 2'09" |
| 10     | Cameron Fraser             | + 2'10" |
| 11     | Florian Barket             | + 2'45" |
| 12     | Tynan Shannon              | + 2'54" |
| 13     | Rohan Haydon-Smith         | + 3'17" |
| 14     | Taruia Krainer             | + 3'45" |
| 15     | Kyle Shipton               | + 4'19" |
| 16     | Mark Croonen               | + 4'33" |
| 17     | Luke Gillogley             | + 6'11" |